# Juka
Fujimoto Hiroki (藤本大樹), también Juka o Shaura, es un cantante y compositor de origen japonés, conocido principalmente por haber sido el primer vocalista de la banda de mana Moi dix Mois. La última banda de Shaura fue Ⅶ - Sense.

## Historia
Se dio a conocer en el año 2000 en un concurso televisivo de canto. Shaura (Juka en esa época) interpretó una canción de Malice Mizer. Mana al ver el programa contactó con él y le habló de su proyecto Moi dix Mois.

### Moi dix Mois (19 de marzo de 2002 - 24 de abril de 2005)
Juka al igual que su colega de banda, Kazuno (bajista), era un recién llegado a la escena musical japonesa. Mientras Juka estaba en Moi dix Mois, produjo tres singles, dos álbumes en vivo y dos DVD, así como innumerables conciertos en vivo con la banda, incluso Realizó un Tour en Alemania y Francia. 
Juka abandona Moi dix Mois justo después del concierto final del tour "Invite Of Immorality" en Shibuya AX el 24 de abril de 2005. La razón oficial dada para su salida fue las diferencias musicales. Como resultado de la falta de un vocalista, Kazuno (bajista) y Tohru (baterista) también decidieron dejar la banda poco después.

### Hizaki Grace Project (noviembre de 2006 - noviembre de 2007)
A finales de 2006, el guitarrista Hizaki anunció el lanzamiento de un nuevo álbum llamado Dignity of Crest a inicios del 2007, como su proyecto solista. 
Hizaki Grace Project, que incluía Juka como vocalista, además de otros músicos japoneses que fueron cambiando constantemente en la banda. 
El proyecto lanzó varios discos y un DVD en vivo junto a Juka, luego de algunas pausas, Juka deja oficialmente la banda después del concierto en Omotesandou FAB el 5 de octubre de 2007.

### Node Of Scherzo  (marzo de 2007 - octubre de 2007)
Node of Scherzo fue un muy corto proyecto musical integrado por 3 vocalistas: Kamijo, Kaya y Juka; como guitarristas Hizaki y Teru, en el bajo Jasmine You, y Yuki en la batería.
Tuvieron su primer concierto en Shibuya O-West el 14 de marzo de 2007, seguido por dos conciertos más, él último el 31 de octubre de ese mismo año.
Esta "banda" solo lanzó al mercado un sencillo con una canción: Node of Scherzo, los conciertos se enfocaban más en los proyectos solistas de los músicos.

### Juka (Carrera en solitario) (marzo de 2007 - 31 de diciembre de 2007)
A mediados de febrero de 2007, Juka anunció el inicio de su carrera en solitario, mientras paralelamente continuaba como vocalista de Hizaki Grace Project. 
Juka lanzó su primer sencillo "Aravesque" en marzo de ese año, y con un futuro prometedor y varios conciertos, poco después de la venta del sencillo "SAINT CROIX", Juka anuncia sus últimos conciertos el 23 y 31 de diciembre, aduciendo dejar sus actividades musicales por pólipos en la garganta. 
Por esos momentos, él había anunciado integrar una nueva banda llamada Seventh Sense, junto con el bajista Kazuno, pero debido a su enfermedad, la banda no dio frutos en 2008, pero curiosamente él último álbum de Juka como solista fue llamado "Seventh Sense".

### VISUI & Initial D (2009)
Luego de su recuperación no continuó su carrera como solista, pero sí participó como Vocalista de Soporte en el álbum del guitarrista Visui, Nostalgia. Además de participar en una banda cover llamada Initial D, en 2009.

### Xover (10 de mayo de 2009 - 5 de enero de 2010)
Xover, creada el 10 de mayo de 2009, fue la banda de Juka junto al guitarrista Kouichi (ex-Everlasting-K; por una desconocida causa, Juka se presenta con el nombre de "Shaura" y cambia un poco su apariencia.
La banda no duró mucho, y tras un pequeño tour y lanzar dos discos al mercado, un DVD en vivo, Juka (Shaura) anuncia que este proyecto no superaba sus expectativas, anunciando la disolución en enero del 2010.

### VII-Sense (27 de noviembre de 2009 - 26 de mayo de 2012)
VII-Sense (Seventh Sense), iba a ser una nueva banda de Shaura en 2008, junto al bajista Kazuno. Sin embargo, debido a la mala salud de Juka a fines del 2007, la banda fue cancelada.
En noviembre del 2009, Shaura anunció el renacimiento de esta banda, pero sin Kazuno como originalmente se tenía planeado; esta vez Shaura está acompañado en las Guitarras Erina (ex Dio Distraught Overlord), RayX y Kaz (ex Virus Garage), en la batería Mikage (ex HIZAKI grace Project) y en el Bajo Masato (ex Cradle & Xover) actualmente la banda ha lanzado 2 singles llamados Black Bird y Cell Division y Un miniálbum llamado The Reminiscence Of War.
Actualmente La banda realizó un tour por Japón junto a la banda Art Cube. Lanzando Un Single Llamado Art Sensation que contiene 2 canciones.
En julio de 2011 Shaura es hospitalizado por una neumonía ya un tiempo hospitalizado se le destina el alta, pero aun así teniendo pendiente una operación a una antigua enfermedad que ataca la garganta llamada pólipos la operación está prevista para noviembre.
El 26 de marzo de 2012 el guitarrista Erina confirmó en su blog la disolución de VII-Sense, después de 2 años de actividad en la banda, la razón dada fue por las varias discusiones entre los miembros, el último concierto de la banda tuvo lugar el 26 de mayo de 2012 en Shinjuku.

### Cronología
Cronología de la carrera musical de Juka/Shaura

## Estilo vocal y estilo musical
Se podría clasificar el tipo de voz de Shaura como barítono, su buen desplante en el escenario se puede notar muy bien en canciones de Moi dix Mois como Dialogue Symphonie y también en canciones de Hizaki Grace Project.
Además de su hermosa voz clara, Shaura posee una voz gutural bastante grave y poderosa, se puede notar en canciones como: Vizard, Detresse o Perish de Moi dix Mois y también en canciones de Ⅶ - Sense como: Silent Assassin o en Black Bird pero en menor grado.
El estilo musical de las composiciones de Shaura también poseen un sonido Clásico mezclado con el sonido característico del Metal Alternativo o del Metal gótico.

## Discografía

### Moi dix Mois
- 2002.11.19 Dialogue Symphonie (Single)
- 2002.03.19 Dix Infernal (Álbum)
- 2003.12.16 Dix Infernal Scars Of Sabbath (DVD)
- 2004.05.31 Shadows Temple (Single)
- 2004.07.20 Nocturnal Opera (Álbum)
- 2004.10.06 Pageant (Single)
- 2005.07.27 Europe Tour 2005 Invite To Immorality (DVD)

### Hizaki Grace Project
- 2007.01.01 Dignity of Crest (Álbum)
- 2007.05.xx Monshou (DVD)
- 2007.09.19 Ruined Kingdom (Álbum)

### Juka Solista
- 2007.03.28 Aravesque (Single)
- 2007.06.03 Luxurious (Miniálbum)
- 2007.10.05 Suimenka (Single)
- 2007.10.31 Saint Croix (Single)
- 2008.02.26 Seventh sense (Best Album)

### Node Of Scherzo
- 2007.10.31 Node of Scherzo (Single)
- 2007.12.     Kizoku Tour Documentary (DVD)

### Visui
- 2009.05.27 Nostalgia (Single)

### Xover
- 2009.07.22  XGate (Miniálbum)
- 2009.10.21  Aureola (álbum)

### VII-Sense
- 2010.03.24 Black Bird (Single)
- 2010.07.28 Cell Division (Single)
- 2011.04.20 The Reminiscence Of War (Miniálbum)
- 2011.07.13 Art Sensation (Single Junto a Art Cube)
- 2012.03.14 Silent Assassin (Single)

- Datos: Q1264533